# کراسنه پوله (شهرستان گلوبچه)
کراسنه پوله (به لهستانی:  Krasne Pole) یک روستا در لهستان است که در گمینا گووبچتسه واقع شده‌است.